# John Harris (Politiker)
John Harris (* 26. September 1760 in Harris Ferry, Province of Pennsylvania; † November 1824 in Bridgeport, New York) war ein US-amerikanischer Politiker. Zwischen 1807 und 1809 vertrat er den Bundesstaat New York im US-Repräsentantenhaus. Der Kongressabgeordnete Robert Harris war sein Cousin.

## Leben
John Harris wurde während der britischen Kolonialzeit geboren. Er zog 1789 nach Aurelias in Onondaga County (heute Cayuga County). Dort betrieb er die erste Fähre auf dem Cayuga Lake. Er fungierte als Dolmetscher für Indianer und eröffnete 1789 das erste Geschäft und Taverne in Cayuga County. 1806 ernannte man ihn zum Colonel in der Miliz von New York.
Als Gegner einer zu starken Zentralregierung schloss er sich in jener Zeit der von Thomas Jefferson gegründeten Demokratisch-Republikanischen Partei an. Bei den Kongresswahlen des Jahres 1806 für den 10. Kongress wurde er im 17. Wahlbezirk von New York in das US-Repräsentantenhaus in Washington, D.C. gewählt, wo er am 4. März 1807 die Nachfolge von Silas Halsey antrat. Er schied nach dem 3. März 1809 aus dem Kongress aus.
Während des Britisch-Amerikanischen Krieges kommandierte er das 158. New York Regiment. Er verstarb im November 1824 in Bridgeport bei Seneca Falls und wurde dann dort auf dem lokalen Friedhof beigesetzt.